# كبدة إسكندراني
الكبدة الاسكندراني هي أحد طرق طهي الكبد البقري والجاموسي الشهيرة في المطبخ المصري، وتُنسب الطريقة إلى مدينة الإسكندرية المصرية.
تعد هذه الأكلة من الأكلات الشعبية الشهية والتي تقدم في المحلات وعلى عربات خاصة بها في مصر بالإضافة إلى تفضيل البعض تحضيرها بالمنازل و يعتبرون ذلك أكثر ضماناً من الناحية الصحية و من ناحية الجودة.
تتميز الأكلة بسهولة وسرعة التحضير بالإضافة إلى فوائد تناول الكبد الصحية حيث تحتوي على عنصر الحديد وفيتامينات بي.

## المكونات
تشمل مكونات الكبدة الاسكندراني مكونات أساسية وأخرى حسب الرغبة:
- كبدة بقري أو جاموسي مقطعة إلى قطع صغيرة.
- فلفل أخضر أو أحمر أو كلاهما معاً.
- ملح وفلفل أسود كبهارات.
- زيت نباتي مثل زيت الذرة أو زيت زهرة الشمس.
- ثوم مقطع أو مهروس، خل، عصير الليمون.
- مكونات حسب الرغبة: كمون، فلفل حار، بصل مقطع، طماطم مقطعة.[4][5][6]

## طريقة التحضير
يتم في البداية تقطيع الكبدة إلى قطع صغيرة ويفضل تقطيعها وهي مجمدة حيث أنه يصعب تقطيعها إلى الحجم المطلوب في حال كونها غير مجمدة ويتم تحضير المكونات الأخرى مثل هرس أو تقطيع الثوم وعصر الليمون، ثم يتم وضع الزيت و تسخينه في مقلاة، تضاف نصف كمية الثوم في الزيت ويتم تقليبه، بعد ذلك تتم إضافة الكبدة والتوابل المستخدمة مع الفلفل والطماطم المقطعة (حسب الرغبة)، يتم تقليب الكبدة مع المكونات بشكل جيد حتى يتغير لونها وتبدأ بالنضح، ثم يتم تركها حتى تمام النضج في المقلاة، في النهاية يضاف الخل وعصير الليمون وباقي كمية الثوم مع التقليب و تقدم ساخنة، يمكن تناولها مع الخبز أو الأرز وإضافة سلطة طحينة.